# Повертайся о п'ятій і десятій, Джиммі Діне, Джиммі Діне (фільм)
«Повертайся о п'ятій і десятій, Джиммі Діне, Джиммі Діне» (англ. «Come Back to the 5 & Dime, Jimmy Dean, Jimmy Dean») — американський комедійно-драматичний художній фільм 1982 року, знятий Робертом Олтменом.

## Сюжет
Членкині фан-клубу Джеймса Діна зустрічаються в річницю його смерті і розмірковують про своє життя в сьогоденні й згадують минуле, розкриваючи правду свого складного життя.

## У ролях
- Сенді Денніс — Мона
- Шер — Сіссі
- Карен Блек — Джоанна
- С'юді Бонд — Хуаніта
- Марта Гефлін — Една Луїза
- Кеті Бейтс — Стелла Мей
- Марк Паттон — Джо Кволлі
- Керолайн Аарон — Марта
- Рут Міллер — Кларисса
- Гена Рамсел — Сью Еллен
- Енн Різлі — Філліс Мері
- Даянн Терлі Тревіс — Еліс Енн

## Знімальна група
- Режисер — Роберт Олтмен
- Сценарій — Ед Гращик
- Продюсер — Скотт Бушнелл
- Оператор — П'єр Міньйо
- Монтаж — Джейсон Розенфілд
- Музика — Аллан Ф. Ніколлс